# John H. Hammond
John Henry Hammond, född 15 december 1910 i New York i New York, död 10 juli 1987, var en amerikansk musikproducent på skivbolaget Columbia. Hammond upptäckte artister som Benny Goodman, Meade Lux Lewis, Count Basie, Freddie Green, Lionel Hampton, Billie Holiday, Sister Rosetta Tharpe, Pete Seeger, Babatunde Olatunji, George Benson, Bob Dylan, Aretha Franklin, Bruce Springsteen, Leonard Cohen och Stevie Ray Vaughan. Han räknas som en av de viktigaste personerna inom amerikansk populärmusik under 1900-talet.
I sina tidiga tonår lyssnade han till svarta artister från Harlem, både på radio och live, och påverkades särskilt av att ha hört Bessie Smith på Alhambra Theater 1927. 1928 började han vid Yale University där han studerade violin och viola. 1931 flyttade han till Greenwich Village där han deltog i bohemlivet och den vänsterinriktade subkulturen, och började där verka för en rasintegrerad musikvärld. Under 1930-talet var han inblandad i många radioprogram och evenemang inriktade på jazz.
Under 1940-talet tillbringade han tid i Europa och ägnade sig mest åt klassisk musik, för att i slutet av 1950-talet åter engagera sig i den amerikanska musikindustrin. 1975 gick han i pension från Columbia, men fortsatte att arbeta som talangscout.
Han var styrelseledamot i NAACP och far till bluesgitarristen John P. Hammond.